# Örskär, Hangö
Örskär är en ö i Finland. Den ligger i Finska viken, Skärgårdshavet eller Norra Östersjön och i kommunen Hangö i den ekonomiska regionen  Raseborg i landskapet Nyland, i den sydvästra delen av landet. Ön ligger omkring 120 kilometer väster om Helsingfors.
Öns area är 8,4 hektar och dess största längd är 0,5 kilometer i sydväst-nordöstlig riktning.